# Buellia pallidomarginata
Buellia pallidomarginata är en lavart som beskrevs av A. Nordin. Buellia pallidomarginata ingår i släktet Buellia och familjen Physciaceae.   Inga underarter finns listade i Catalogue of Life.